# Chillout
A Chill out (más néven chillout, chill-out, vagy röviden chill) egy nyugalmat árasztó zenei stílus, mely a hallgatójában kikapcsolódást, ellazulást eredményez.

## Története
Az 1990-es évek közepén kezdték el az ilyesfajta dalokat írni, mindenféle hangszerrel játszhatóak, a lényeg a lassú tempó és a nyugalmat, kikapcsolódást sugárzó hangzás. Ezt a fajta zenét először kisebb bárokban vagy pörgős tánczenét is játszó klubok pihenést, „hűtőzést” (chill out) szolgáló melléktermeiben kezdték el játszani, főleg Amerika és Anglia szerte. Kezdetben nem voltak műfaji jellegzetességek, a lényeg a pihentető, relaxáló hatás volt. Mára a chilloutot inkább puha technonak, illetve lágy disco zenének értelmezik. Napjainkban tehát inkább az elektromos chillout nyert teret. A psychedelic chilloutotban általában nincs ének, és a dobon kívül semmi olyan hang, amit hagyományos hangszerekkel el lehetne játszani.

### Műfajok
- Chillstep
- Elektronikus ambient
- Downtempo
- Groovera
- Illbient
- Psybient
- Trip hop

### Gyűjtemények, alapvető kiadványok
- Back to Mine

## Hangminta
Depecho

Probléma esetén lásd:Médiafájlok kezelése.